# Liuzhen
Liuzhen (kinesiska: 六镇) är en köping i östra Kina. Den ligger i Quanjiao härad i staden Chuzhou i provinsen Anhui, omkring 75 kilometer öster om provinshuvudstaden Hefei. Antalet invånare är 34366. Befolkningen består av 16 779 kvinnor och 17 587 män. Barn under 15 år utgör 13,0 %, vuxna 15-64 år 72 %, och äldre över 65 år 14,0 %.